# 20281 Кетхартмен
20281 Кетхартмен (20281 Kathartman) — астероїд головного поясу, відкритий 20 березня 1998 року.
Тіссеранів параметр щодо Юпітера — 3,536.